# Rita Barberá Nolla

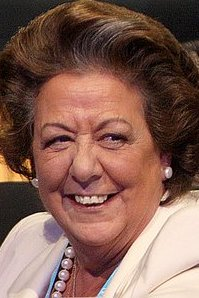
Rita Barbéra Nolla in 2015

María Rita Barberá Nolla (Valencia, 16 juli 1948 – Madrid, 23 november 2016) was een Spaans politica van de conservatieve partij Partido Popular en burgemeester van de stad Valencia.
Barberá was afgestudeerd in politieke wetenschappen aan de universiteit van Valencia, en had tevens informatiewetenschappen gestudeerd aan de Complutense Universiteit in Madrid, met als specialiteit journalisme.
Rita Barberá was een van de mede-oprichters van de PP in de regio Valencia, waarvoor ze sinds 1983 in het parlement van die regio zit. Van 1991 tot 2015 was ze burgemeester van de stad Valencia. Tussen 1995 en 2003 is ze tevens voorzitter geweest van de Spaanse federatie van gemeentes en provincies.
Op 21 april 2016 verzocht deze onderzoeksrechter daarom om haar aanklacht wegens witwassen aan het Hooggerechtshof voor te leggen.
Ze overleed op 68-jarige leeftijd aan een hartaanval.
- Biblioteca Nacional de España: XX845769
- Catàleg d'autoritats de noms i títols de Catalunya: 981058529307406706
- Gemeinsame Normdatei: 141448059
- International Standard Name Identifier: 0000 0003 7515 4314
- Library of Congress Control Number: nr97011924
- Système universitaire de documentation: 189079983
- Virtual International Authority File: 122196618
- WorldCat: E39PBJwxGVhbcqgGkmHrM6TWDq